# اسبان
اسبان (علمی: Equidae) خانواده‌ای از جانوران گیاه‌خوار از راسته فردسمان است. خانوادهٔ اسبان قامتی میانه و پا و دمی دراز دارند. سم‌هایشان یک انگشت دارد و موهای تنشان کوتاه است.
فرهنگستان زبان فارسی واژۀ «اسبیان» را پیشنهاد کرده‌است. اما با توجه به کاربرد پسوند "یان" برای زیرتیره‌ها، واژۀ اسبیان برای زیرتیرۀ آن مناسب است.

## زیرمجموعه
در این تیره علاوه بر اسب و خر و گورخر گونه زانکی نیز قرار دارد که ترکیبی از گورخر نر با دیگر گونه‌هاست. ترکیب گورخر نر با خر ماده ایپو نام دارد که در ایتالیا یافت می‌شود و ترکیب گورخر نر با اسب ماده زورس (Zorse) می‌باشد.

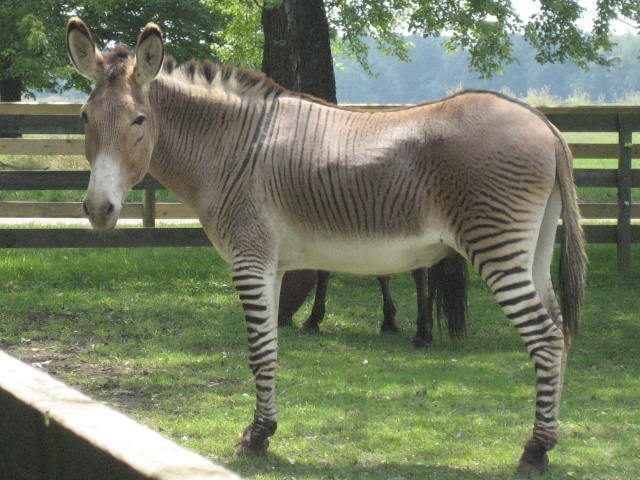
ایپو

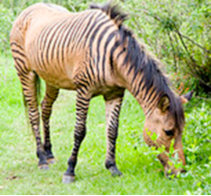
زوروس